# تپه مختار کشته (جوزتپه)
تپه مختار کشته (جوزتپه) مربوط به هزاره اول قبل از میلاد است و در شهرستان شاهرود، بخش میامی، روستای کمردار واقع شده و این اثر در تاریخ ۲۵ خرداد ۱۳۸۱ با شمارهٔ ثبت ۵۸۷۱ به‌عنوان یکی از آثار ملی ایران به ثبت رسیده است.